# یه نفر
«یه نفر» ترانه‌ای از هنرمند اهل بریتانیا التون جان است که در ۲۴ اکتبر ۱۹۹۲ منتشر شد. برنی توپین ترانه‌سرای این آهنگ است.